# Biserica Evanghelică-Luterană

Trandafirul lui Luther

Bisericile Evanghelice-Luterane, grupate în Federația Luterană, sunt Bisericile și obștile bisericești care au acceptat Reforma Protestantă și care urmează, într-o măsură mai mare sau mai mică, teologia preotului german Martin Luther, numită și Luteranism. Luteranismul este religia predominantă în Suedia, Norvegia, Danemarca, Finlanda, Islanda și Estonia. De asemenea, există comunități luterane foarte mari în Germania și în Statele Unite ale Americii.
Luteranii din România sunt reprezentați oficial prin două instituții: 
- Biserica Evanghelică de Confesiune Augustană din România (a credincioșilor de naționalitate germană);
- Biserica Evanghelică Luterană Sinodo-Prezbiteriană (a credincioșilor maghiari și slovaci).
- de asemenea, există grupări religioase luterane independente precum: Biserica Lutherană Confesională, o misiune în România a The Lutheran Church Missouri Synod.